# Perivale
Pour l’article homonyme, voir Perivale (métro de Londres).
Située entre la Western Avenue (A40), Sudbury et Ealing, Perivale est une banlieue résidentielle de l'ouest de Londres et abritant des entrepôts industriels dont certains datent des années 1930. 
On peut voir sur le bord de l'A40 le Hoover Building, ancien siège social de la marque d'aspirateur, bâtiment Art déco construit entre 1931 et 1938 par les architectes Wallis Gilbert & Partners. Le bâtiment est décoré de faïence blanche de style Égypte ancienne. En proie au vandalisme dans les années 1980, il fut racheté par les supermarchés Tesco, dont l'un se trouve actuellement dans la continuité du bâtiment.
À Perivale on peut découvrir l'immense parc de Horsenden Hill, qui abrita, durant la Seconde Guerre mondiale, une DCA sur son point culminant.
Ce site est desservi par la station de métro Perivale.